# Hyla sanchiangensis
Hyla sanchiangensis és una espècie de granota de la família dels hílids. És endèmica de la Xina. Els seus hàbitats naturals inclouen boscos temperats, subtropicals o selva tropical, montans secs, aiguamolls d'aigua dolça, corrents intermitents d'aigua i terres d'irrigació. Està amenaçada d'extinció per la destrucció del seu hàbitat natural.